# Calamus neelagiricus
Calamus neelagiricus là loài thực vật có hoa thuộc họ Arecaceae. Loài này được Renuka mô tả khoa học đầu tiên năm 1997.